# Bubo vosseleri
Bufo-das-usambara (Bubo vosseleri) é uma espécie de ave estrigiforme pertencente à família Strigidae.
É uma espécie ameaçada: tem uma área de distribuição reduzida (cerca de 20 mil km²) e as florestas onde habita estão em processo de fragmentação. O número de efectivos pensa-se que esteja a reduzir.
Tem uma coloração variada no dorso e pálido no ventre. Os olhos são de cor laranja acastanhada.
Habita as florestas (essencialmente em áreas protegidas) na Tanzânia (montanhas Usambara e Uluguru). Alimenta-se essencialmente de pequenos mamíferos roedores e insectívoros.
Estima-se que a sua população não exceda os 10.000 indivíduos.